# Jarosław Jarząbkowski
Jarosław Jarząbkowski (født 11. april 1988 i Nasielsk) bedre kendt som PashaBiceps, er en polsk professionel Counter-Strike: Global Offensive-spiller, som spillede for e-sportholdet Virtus.pro.

## Karriere
Indtil 2010 spillede han Counter-Strike 1.6 på amatørhold. I februar sluttede han sig til Frag eXecutors, med hvem han tog 3. pladsen ved World Cyber Games 2010. I 2011 var han sammen med ESC Gaming den sidste CS 1.6 verdensmester ved Intel Extreme Masters VI, og vandt også 2011 World Cyber Games.
I 2012 begyndte han at spille det nyudgivne spil Counter-Strike: Global Offensive. Den 25. januar 2014 sluttede han sig til Virtus.pro-holdet, hvormed han vandt bl.a. EMS One Katowice 2014, StarLadder i-League Invitational #1, E-League sæson 2016, DreamHack Bucharest. I slutningen af 2018 forlod han den aktive liste af Virtus.pro, men forblev i klanen uden at afsløre sin officielle rolle. I februar 2019 skiltes han endelig med holdet.
I 2020 sluttede han sig til Emeritos Banditos sammen med Izak.
I september 2020 blev han ambassadør for den amerikanske organisation Team Liquid.

## Udvalgte turneringer vundet
Turneringer vundet:
- World Cyber Games 2011
- Intel Extreme Masters VI 2011
- EMS One Katowice 2014
- Copenhagen Games 2015
- ESEA Invite sæson 18 Global Finals 2015
- CEVO Professional sæson 7 finaler 2015
- ESL ESEA Dubai Invitational 2015
- CEVO Professional sæson 8 finaler 2015
- SL i-League Invitational # 1 2016
- ELEAGUE sæson 2016
- DreamHack ZOWIE Open Bukarest 2016
- DreamHack Masters Las Vegas 2017
- Adrenaline Cyber League 2017

## Individuelle udmærkelser
- 18. plads på ranglisten over de bedste spillere i verden i 2011 ifølge HLTV.org[4]
- 19. plads på ranglisten over de bedste spillere i verden i 2013 ifølge HLTV.org[5]
- 3. plads på ranglisten over de bedste spillere i verden i 2014 ifølge HLTV.org[6]
- Vinder af titlen "Årets e-sportsspiller 2017" i Polish Esport Awards[7]